# CA Villa Teresa
Club Atlético Villa Teresa – urugwajski klub piłkarski założony 1 czerwca 1941, z siedzibą w mieście Montevideo, obecnie występuje w Segunda División. Posiada także sekcję kolarstwa.

## Historia
Club Atlético Villa Teresa został założony 1 czerwca 1941 w jednej z dzielnic stołecznego Montevideo – Nuevo París – przez Manuela de Leóna, jego synów i członków nieistniejącego już zespołu piłkarskiego Club Sacachispas. Nazwa klubu pochodzi od jednego z okolicznych domów, a barwy drużyny od początku stanowią czerwono–białe pasy. Początkowo ekipa Villa Teresa, podobnie jak inne kluby, brała udział w lokalnych rozgrywkach amatorskich, natomiast status profesjonalny otrzymała w 1965, dołączając do związku piłkarskiego Asociación Uruguaya de Fútbol. W 1975 klub Villa Teresa zwyciężył w rozgrywkach czwartoligowych, awansując do wyższej klasy rozgrywkowej.
W 1984 drużyna ukończyła sezon trzeciej ligi bez porażki, a najskuteczniejszymi zawodnikami rozgrywek zostali trzej gracze Villa Teresa – Francisco Fusco, "Tornillo" Arismendi oraz "Colo" Ceiavazza. Zaowocowało to awansem klubu do drugiej ligi, z której spadł on po czterech latach – w 1988, jednak już trzy sezony później, w 1991, powrócił na zaplecze najwyższej klasy rozgrywkowej pod kierownictwem trenera Waltera Garcíi. Z Segunda División zespół został karnie zdegradowany w 1992 po zamieszkach kibicowskich, w których wyniku zmarł jeden z fanów klubu Basáñez.
W 2000 klub Villa Teresa połączył się z zespołami Salus FC i Huracán FC, tworząc nową ekipę o nazwie Alianza FC, która przez cztery najbliższe lata występowała w drugiej lidze. W 2005 Alianza rozpadła się i Villa Teresa, Salus i Huracán powróciły do poprzedniej postaci. W 2011 po zwycięstwie w rozgrywkach trzeciej ligi Villa Teresa po raz kolejny awansowała do Segunda División. Z racji braku własnego stadionu ekipa rozgrywa swoje mecze na arenie Parque Salus, należącej do Salus FC.